# نادي ذوق مصبح للسيدات
نادي سيدات ذوق مصبح الرياضي أو نادي ذوق مصبح الرياضي بنات لكرة القدم  (بالإنجليزية: Zouk Mosbeh Girls Football Club)، أو اختصارا ذوق مصبح، هو ناد كرة قدم نسائي لبناني، يمثل قرية ذوق مصبح اللبنانية من قرى قضاء كسروان في محافظة جبل لبنان.
ينافس الفريق النسوي في دوري كرة القدم اللبناني للسيدات. وقد فاز الفريق بلقب دوري البطولة اللبنانية وفاز بكأس الاتحاد في حد سواء في موسم واحد سنة 2017-18.

## لمحة تاريخية
تأسس الفريق في عام 2017، وشارك لأول مرة في موسم 2017-18، حيث فاز بلقب البطولة والكأس معا في موسمه الأول من المشاركة، وكانت انطلاقة قوية في تاريخه وتاريخ الكرة النسوية اللبنانية انطلاقا من قرية ذوق مصبح قرى قضاء كسروان في محافظة جبل لبنان..
```
وفي الموسم التالي، احتلوا المركز الثاني في الدوري والكأس معا. 
[
5
]
```

## ألقاب وبطولات

### البطولة اللبنانية لكرة القدم للسيدات
موقع ذوق مصباح في البطولة حسب عدد ألقاب البطولة:
| *                           | عدد مرات الفوز بلقب البطولة | سنوات الفوز بالبطولة |
| --------------------------- | --------------------------- | -------------------- |
| نادي سيدات ذوق مصبح الرياضي | 1                           | 2017-2019            |

### كأس الاتحاد اللبناني لكرة القدم للسيدات
كأس لبنان للسيدات أو رسميا كأس الاتحاد اللبناني لكرة القدم للسيدات، هي بطولة رسمية لكرة القدم في لبنان، من شقين كأس الاتحاد اللبناني للرجالالذي أسس سنة 1938. وكأس الاتحاد اللبناني للسيدات الذي بدأ سنة 2008، فاز ذوق مصبح الرياضي للنساء بكأس الاتحاد اللبناني لكرة القدم للسيدات سنة 2017-2018 في مشاركته الأولى، وعلى غرار البطولة الوطنية فاز الفريق في أول مشاركة له في غماري البطولة والكأس معا لموسم 2016-2017 وفاز بالكأس في السنة التالية 2018-2017 وبقي في نهائي الكأس سنة 2018-2019:
| *                           | عدد مرات الفوز بكأس الاتحاد للسيدات | سنوات الفوز بكأس الاتحاد اللبناني |
| --------------------------- | ----------------------------------- | --------------------------------- |
| نادي سيدات ذوق مصبح الرياضي | 2                                   | 2016-2017/ 2017-2018              |